# Majdan Wierzchowiński
Majdan Wierzchowińskí (pronunciación en polaco: /ˈmajdan vjɛʂxɔˈvij̃skʲi/) es un pueblo ubicado en el distrito administrativo de Gmina Żółkiewka, dentro del Condado de Krasnystaw, Voivodato de Lublin, en Polonia oriental. Se encuentra aproximadamente a 6 kilómetros al sur de Żółkiewka, a 27 kilómetros al suroeste de Krasnystaw, y a 47 kilómetros al sureste de la capital regional Lublin.